# Leptodontium sartorii
Leptodontium sartorii là một loài Rêu trong họ Pottiaceae. Loài này được (Müll. Hal.) Müll. Hal. mô tả khoa học đầu tiên năm 1900.